# L'importante (Carlo Zannetti)
L'importante è un singolo del cantautore italiano Carlo Zannetti, pubblicato il 13 maggio 2016.

## Descrizione
Il disco è stato pubblicato dall'etichetta discografica EmuBands.

## Tracce
1. L'importante – 1:27 (Carlo Zannetti)